# Finette Agyapong
Finette Agyapong (Londra, 1º febbraio 1997) è una velocista britannica.
Nel suo palmarès vanta una medaglia d'oro nei 200 metri piani agli europei under 23 di Bydgoszcz 2017.

## Biografia
È nata a Londra il 1º febbraio 1997, da genitori ghanesi emigrati nel Regno Unito.
Nel luglio 2017, agli europei under 23 di Bydgoszcz, migliora per due volte il proprio personale nei 200 metri, correndo prima in 23"04 nelle batterie e poi in 22"86 nelle semifinali. Nella finale del 16 luglio si aggiudica la medaglia d'oro con un tempo di 22"87, precedendo la svizzera Sarah Atcho (22"90) e l'ucraina Yana Kachur (23"20).

## Progressione

### 200 metri piani
| Stagione | Tempo | Luogo     | Data      | Rank. Mond. |
| -------- | ----- | --------- | --------- | ----------- |
| 2017     | 22"86 | Bydgoszcz | 15-7-2017 |             |
| 2016     | 23"55 | Mannheim  | 26-6-2016 |             |
| 2014     | 24"23 | Bedford   | 22-6-2014 |             |

### 300 metri piani
| Stagione | Tempo | Luogo  | Data      | Rank. Mond. |
| -------- | ----- | ------ | --------- | ----------- |
| 2017     | 36"86 | Newham | 29-5-2017 |             |

## Palmarès
| Anno                                  | Manifestazione          | Sede       | Evento        | Risultato  | Prestazione | Note             |
| ------------------------------------- | ----------------------- | ---------- | ------------- | ---------- | ----------- | ---------------- |
| In rappresentanza della Gran Bretagna |                         |            |               |            |             |                  |
| 2016                                  | Mondiali under 20       | Bydgoszcz  | 200 m piani   | 7ª         | 23"74       |                  |
| 2016                                  | Mondiali under 20       | Bydgoszcz  | 4×100 m       | Batteria   | dnf         |                  |
| 2017                                  | Europei under 23        | Bydgoszcz  | 200 m piani   | Oro        | 22"87       |                  |
| 2017                                  | Europei under 23        | Bydgoszcz  | 4×100 m       | Batteria   | dnf         |                  |
| 2018                                  | Europei                 | Berlino    | 4×400 m       | Bronzo     | 3'27"40     | [ 1 ]            |
| 2019                                  | World Relays            | Yokohama   | 4×400 m mista | Batteria   | 3'20"49     | Record nazionale |
| 2019                                  | Europei under 23        | Gävle      | 4×400 m       | Argento    | 3'32"91     |                  |
| In rappresentanza dell' Inghilterra   |                         |            |               |            |             |                  |
| 2018                                  | Giochi del Commonwealth | Gold Coast | 200 m piani   | Semifinale | 23"38       |                  |
| 2018                                  | Giochi del Commonwealth | Gold Coast | 4×400 m       | 4ª         | 3'27"21     |                  |